# Paris Simmons
Paris Michael Simmons (* 2. Januar 1990 in Lewisham, London) ist ein ehemaliger englischer Fußballspieler.

## Karriere
Simmons entstammt der Nachwuchsakademie von Derby County und spielte in der Saison 2007/08 zumeist im Reserveteam, das wie auch das Profiteam in jener Saison nur zu einem Saisonsieg kam. Am letzten Spieltag der Saison 2007/08 gab Simmons bei der 0:4-Heimniederlage gegen den FC Reading sein Debüt in der Premier League, als er nach 63 Minuten für Emanuel Villa auf den Platz kam. Auch nach dem Abstieg in die zweite Liga und den damit verbundenen Kaderveränderungen unter Trainer Paul Jewell spielte Simmons keine Rolle im Profiteam. Im November 2008 wurde Simmons von Nigel Clough für einen Monat zum Fünftligisten Burton Albion geholt, nachdem er Clough in einem Reservespiel aufgefallen war. Simmons blieb bei Burton hinter den Erwartungen zurück und kam nur zu zwei Ligaeinsätzen, bevor er zu Derby zurückkehrte.
Anfang 2009 übernahm Nigel Clough den Trainerposten bei Derby County, für Simmons blieb aber auch dieser Trainerwechsel ohne positive Auswirkungen. Im Frühjahr 2009 kam es zu einer weiteren Ausleihe an den Viertligisten Lincoln City, er blieb dort aber, auch gehandicapt durch eine Knöchelverletzung, ohne Pflichtspieleinsatz. Sein zum Saisonende auslaufender Vertrag wurde von Derby nicht mehr verlängert und Simmons Zeit bei Derby endete damit im Sommer 2009.
Probetrainings für eine Rückkehr in den Profifußball scheiterten, zunächst im Sommer 2009 bei den Wolverhampton Wanderers, im Dezember 2009 folgte ein einwöchiges Probetraining beim polnischen Klub Śląsk Wrocław. Nachdem sein Probetraining bei den Wolves erfolglos geblieben war, schloss er sich im September 2009 dem Sechstligisten Eastwood Town an, bevor er schon kurze Zeit später zu Carlton Town in die achtklassige Northern Premier League Division One South wechselte. In der Sommerpause 2010 folgten er und zahlreiche weitere Mitspieler von Carlton Town ihrem Trainer Tommy Brookbanks eine Spielklasse höher (Northern Premier League Premier Division) zu Hucknall Town nach, bereits im Oktober 2010 entschied er sich aber zu einem erneuten Vereinswechsel und heuerte wieder in der NPL Division One South bei Belper Town an.
Im Frühjahr 2011 ging Simmons in die Vereinigten Staaten und schloss sich dort für eine Spielzeit den New Orleans Jesters an, für die er in der USL Premier Development League spielte. Im Sommer 2017 wurde er als Spieler beim neu gegründeten Klub Ilkeston Town vorgestellt, der in der Division One der Midland Football League antrat, bereits im Oktober 2017 beendete er wegen seiner beruflichen Verpflichtungen sein Engagement wieder.